# Estadio Melanio Coloma
El estadio Melanio Coloma está situado en el distrito peruano de Bellavista, en la provincia de Sullana. Es el estadio en el que habitualmente juega sus partidos el club Atlético Sullana. Tiene una capacidad total de 1700 espectadores y cuenta con dos tribunas (occidente y oriente).

## Trayectoria
El Alianza Atlético Sullana hace de local en este estadio desde mediados de 2015. El primer partido profesional en este recinto fue 15 de septiembre de aquel año, cuando el equipo local derrotó por 2-1 a Unión Comercio ante 2170 espectadores. Debido a su pequeña capacidad, ha llevado algunos partidos a otros estadios de la región. Este recinto también alberga los partidos de la liga Distrital de Bellavista y la División Superior de Piura.
En el Melanio Coloma algunos aficionados también se apuestan sobre el alambrado del estadio, donde pueden ver los partidos pero donde no hay tribuna.

## Partidos destacados

### Finales y definiciones
| Fecha              | Local            | Resultado | Visitante  | Competición          |
| ------------------ | ---------------- | --------- | ---------- | -------------------- |
| 3 de julio de 2022 | Alianza Atlético | 0 - 0     | FBC Melgar | Torneo Apertura 2022 |